# فرانک روده
فرانک روده (به آلمانی: Frank Rohde) بازیکن فوتبال و مدافع اهل آلمان شرقی بود که از سال ۱۹۸۴ میلادی عضو تیم ملی فوتبال آلمان شرقی بوده‌است. وی در ۴۲ بازی ملی حضور داشته و در بازی‌های ملی‌اش ۱ گل به ثمر رساند. فرانک روده آخرین بازی ملی خود را در سال ۱۹۸۹ میلادی انجام داد.